# Pointe de la Terrasse (massif du Beaufortain)
Pour l’article homonyme, voir Pointe de la Terrasse.
La pointe de la Terrasse est un sommet de France situé dans le massif du Beaufortain, en Savoie, sur la commune de Bourg-Saint-Maurice.

## Accident
Dans la nuit du 4 au 5 février 1943, un bombardier Lancaster, en mission de bombardement sur l'Italie, s'écrase contre la paroi de Belleface, provoquant le décès des sept aviateurs.

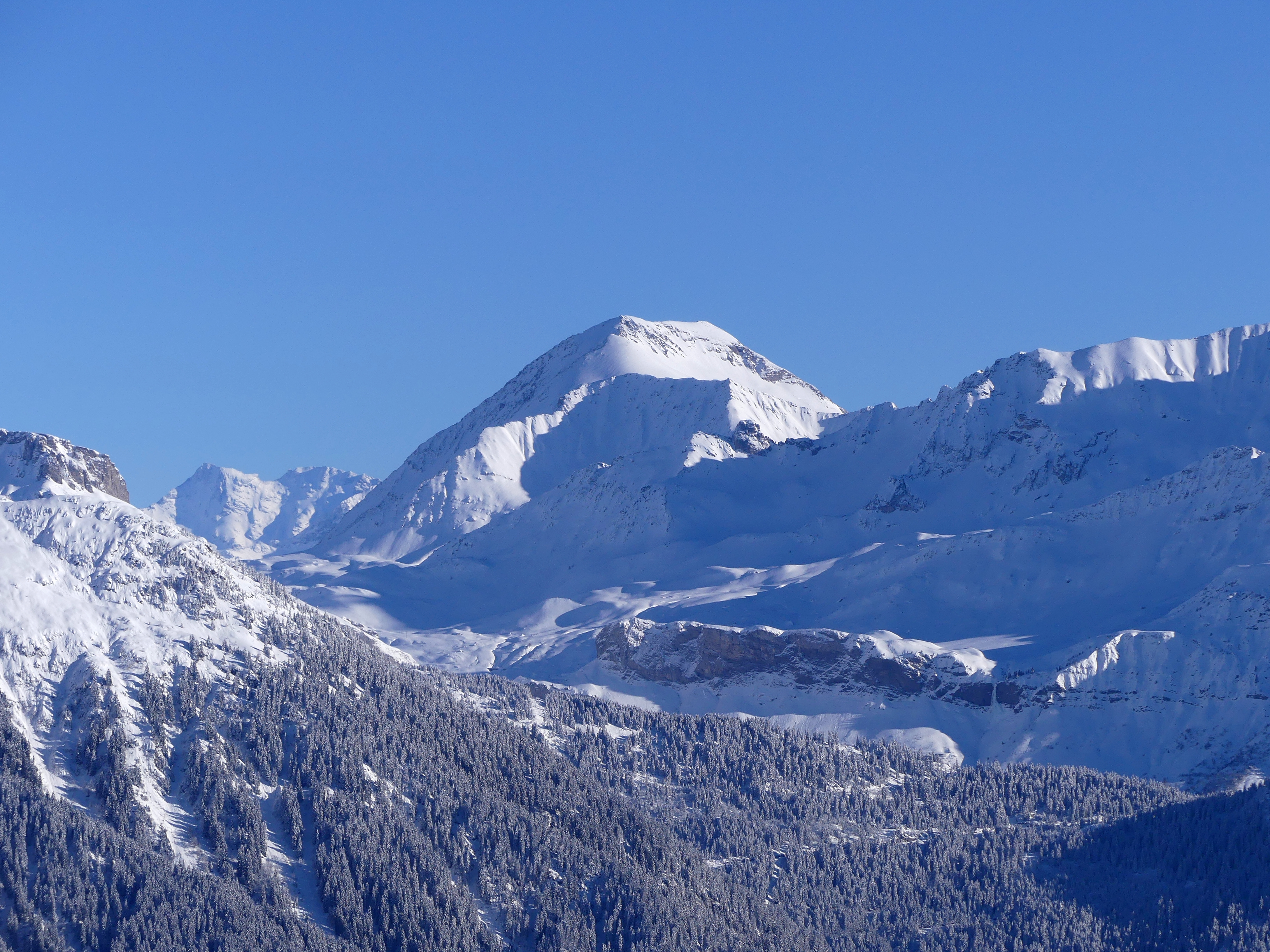
La pointe de la Terrasse enneigée depuis le signal de Bisanne au nord-ouest.